# Denis Dercourt
Denis Dercourt (Parigi, 1º ottobre 1964) è un regista e sceneggiatore francese.

## Biografia
Laureatosi in filosofia presso l'Università Paris-Nanterre e in scienze politiche, Dercourt è stato prima viola dell'Orchestre symphonique français e professore di viola al Conservatorio di Strasburgo. Il suo film L'Enseignante è stato presentato al (2019) al Festival di Cannes.

## Filmografia
- Les Cachetonneurs (1998)
- Lise et André (2000)
- Mes enfants ne sont pas comme les autres (2003)
- Ukyio, monde flottant (2004)
- La voltapagine (2006)
- Demain dès l'aube (2008)
- La Chair de ma chair (2013)
- Pour ton anniversaire (Zum Geburtstag) (2013)
- En équilibre (2015)
- Deutsch-les-Landes - serie TV (2018)
- L'Enseignante (2019)
- Vanishing (배니싱:미제사건) (2021)